# Egeln
Egeln est une petite ville allemande d'environ 4 000 habitants dans l'arrondissement du Salzland en Saxe-Anhalt. 

## Géographie
La municipalité se trouve près la rivière Bode au sud de la Magdeburger Börde. Le centre-ville est situé à environ 15 km au nord-ouest de Staßfurt et 25 km au sud-ouest de Magdebourg sur la route menant à Halberstadt.
Les routes nationales (Bundesstraßen) 81 et 180 traversent le territoire municipal.

## Histoire

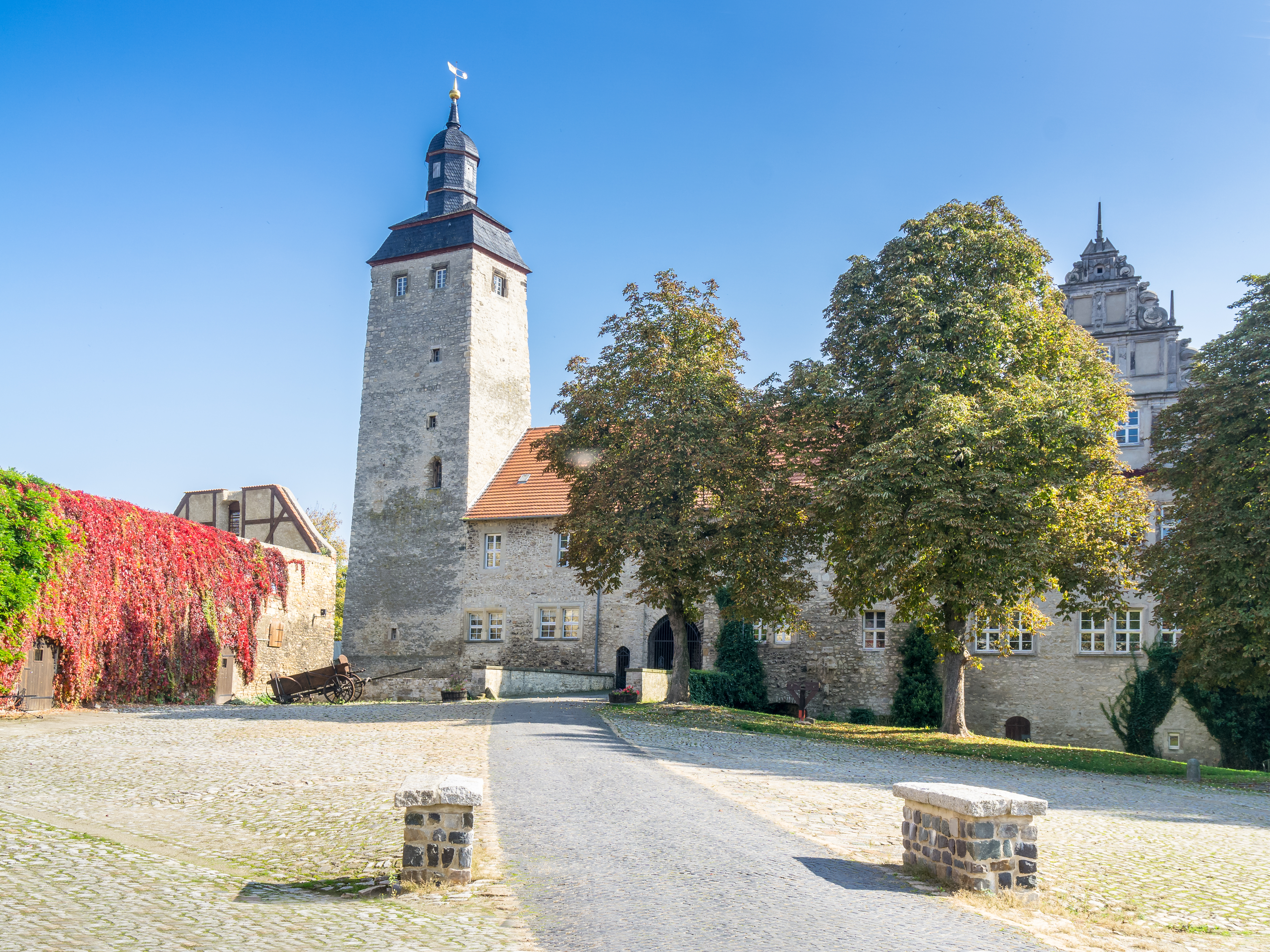
Le château d'Egeln.

Les plaines fertiles de la région étaient habitées déjà au Paléolithique. L'origine du nom Egeln remonte probablement au peuple germanique des Angles ; un château d’Osteregulon est mentionné pour la première fois dans un acte délivré par le roi Otton Ier en 941, offrant le lieu à la famille du margrave Gero et le couvent de Gernrode. 
L'emplacement de la forteresse dans l'est du duché de Saxe (Ostphalie) était central, surveillant les routes militaires de Goslar et de Quedlinbourg à la résidence de Magdebourg sur l'Elbe. La ville a été développée à l'ouest du château au XIe siècle ; un rôle important revient aux comtes locales de la maison d'Ascanie. Egeln a reçu le droit de ville vers 1250, une abbaye cistercienne y a été fondée par les comtes de Hadmersleben en 1259. 
Pendant des siècles, les domaines appartenaient à l'archevêché de Magdebourg, avant d'être rattachés au duché de Magdebourg au sein de l'État de Brandebourg-Prusse en 1680. De 1816 jusqu'à la Seconde Guerre mondiale, la ville appartenait au district de Magdebourg de la Saxe prussienne.

## Population
La population était de 3 216 habitants en 2022.

## Personnalités liées à la ville
- Ruth Fuchs (1946-2023), athlète et femme politique.

## Jumelages
- Mûrs-Erigné ( France)
- Bzenec ( Tchéquie)
- Rüthen ( Allemagne) -– depuis 1991